# Coupe féminine de l'UEFA 2004-2005
Navigation
Édition précédente Édition suivante
La Coupe féminine de l'UEFA 2004-2005 est la quatrième édition de la plus importante compétition inter-clubs européenne de football féminin. 
Elle se déroule lors de la saison 2004-2005 et oppose les vainqueurs des différents championnats européens de la saison précédente.
La finale se déroule en une rencontre aller-retour et voit la victoire du FFC Turbine Potsdam face au Djurgården/Älvsjö sur le score cumulé de cinq buts à un.

## Participants
Le schéma de qualification pour la Coupe féminine de l'UEFA 2004-2005 est différent de celui de la saison précédente :
- le tenant du titre est directement qualifié pour la deuxième phase de groupes,
- les six meilleures associations selon l'UEFA ont leurs clubs champion qualifié directement pour la deuxième phase de groupes,
- les trente-six autres associations présentant un club pour cette compétition passe par une première phase de groupes, pour rejoindre les sept autres équipes.

Contrairement à la Ligue des champions masculine, les fédérations européennes ne présentent pas toutes une équipe, donc le nombre exact d'équipes n'est pas fixé jusqu'à ce que la liste d'accès soit complètement connue.
| Deuxième phase de groupes | Deuxième phase de groupes | Deuxième phase de groupes | Deuxième phase de groupes | Deuxième phase de groupes | Deuxième phase de groupes | Deuxième phase de groupes | Deuxième phase de groupes | Deuxième phase de groupes | Deuxième phase de groupes | Deuxième phase de groupes | Deuxième phase de groupes | Deuxième phase de groupes | Deuxième phase de groupes | Deuxième phase de groupes | Deuxième phase de groupes |
| --- | --- | --- | --- | --- | --- | --- | --- | --- | --- | --- | --- | --- | --- | --- | --- |
| - Umeå IK Champion d'Europe 2003-2004 - FFC Turbine Potsdam Champion d'Allemagne 2003-2004 - Djurgården/Älvsjö Champion de Suède 2003 - Arsenal LFC Champion d'Angleterre 2003-2004 | - Umeå IK Champion d'Europe 2003-2004 - FFC Turbine Potsdam Champion d'Allemagne 2003-2004 - Djurgården/Älvsjö Champion de Suède 2003 - Arsenal LFC Champion d'Angleterre 2003-2004 | - Umeå IK Champion d'Europe 2003-2004 - FFC Turbine Potsdam Champion d'Allemagne 2003-2004 - Djurgården/Älvsjö Champion de Suède 2003 - Arsenal LFC Champion d'Angleterre 2003-2004 | - Umeå IK Champion d'Europe 2003-2004 - FFC Turbine Potsdam Champion d'Allemagne 2003-2004 - Djurgården/Älvsjö Champion de Suède 2003 - Arsenal LFC Champion d'Angleterre 2003-2004 | - Umeå IK Champion d'Europe 2003-2004 - FFC Turbine Potsdam Champion d'Allemagne 2003-2004 - Djurgården/Älvsjö Champion de Suède 2003 - Arsenal LFC Champion d'Angleterre 2003-2004 | - Umeå IK Champion d'Europe 2003-2004 - FFC Turbine Potsdam Champion d'Allemagne 2003-2004 - Djurgården/Älvsjö Champion de Suède 2003 - Arsenal LFC Champion d'Angleterre 2003-2004 | - Umeå IK Champion d'Europe 2003-2004 - FFC Turbine Potsdam Champion d'Allemagne 2003-2004 - Djurgården/Älvsjö Champion de Suède 2003 - Arsenal LFC Champion d'Angleterre 2003-2004 | - Umeå IK Champion d'Europe 2003-2004 - FFC Turbine Potsdam Champion d'Allemagne 2003-2004 - Djurgården/Älvsjö Champion de Suède 2003 - Arsenal LFC Champion d'Angleterre 2003-2004 | - Brøndby IF Champion du Danemark 2003-2004 - Torres CF Champion d'Italie 2003-2004 - SK Trondheims-Ørn Champion de Norvège 2003 | - Brøndby IF Champion du Danemark 2003-2004 - Torres CF Champion d'Italie 2003-2004 - SK Trondheims-Ørn Champion de Norvège 2003 | - Brøndby IF Champion du Danemark 2003-2004 - Torres CF Champion d'Italie 2003-2004 - SK Trondheims-Ørn Champion de Norvège 2003 | - Brøndby IF Champion du Danemark 2003-2004 - Torres CF Champion d'Italie 2003-2004 - SK Trondheims-Ørn Champion de Norvège 2003 | - Brøndby IF Champion du Danemark 2003-2004 - Torres CF Champion d'Italie 2003-2004 - SK Trondheims-Ørn Champion de Norvège 2003 | - Brøndby IF Champion du Danemark 2003-2004 - Torres CF Champion d'Italie 2003-2004 - SK Trondheims-Ørn Champion de Norvège 2003 | - Brøndby IF Champion du Danemark 2003-2004 - Torres CF Champion d'Italie 2003-2004 - SK Trondheims-Ørn Champion de Norvège 2003 | - Brøndby IF Champion du Danemark 2003-2004 - Torres CF Champion d'Italie 2003-2004 - SK Trondheims-Ørn Champion de Norvège 2003 |
| Première phase de groupes | | | | | | | | | | | | | | | |
| - Montpellier HSC Champion de France 2003-2004 - FC Energiya Voronej Champion de Russie 2003 - KR Reykjavik Champion d'Islande 2003 - Athletic Club Champion d'Espagne 2003-2004 - SK Slavia Prague Champion de République tchèque 2003-2004 - Ter Leede Champion des Pays-Bas 2003-2004 - FC Bobruitchanka Champion de Biélorussie 2003 - AZS Wrocław Champion de Pologne 2003-2004 - VFC Szombathely Champion de Hongrie 2003-2004 - Malmin Palloseura Champion de Finlande 2003 - AE Egina Champion de Grèce 2003-2004 - FFC Zuchwil 05 Vice-champion de Suisse 2003-2004 - ŽFK Mašinac PZP Niš Champion de Serbie-et-Monténégro 2003-2004 - Hibernian Ladies Champion d'Écosse 2003 - SU 1er Décembre Champion du Portugal 2003-2004 - KÍ Klaksvík Champion des Îles Féroé 2003 - FC Codru Anenii Noi Champion de Moldavie 2003-2004 - CFF Clujana Champion de Roumanie 2003-2004 | - Montpellier HSC Champion de France 2003-2004 - FC Energiya Voronej Champion de Russie 2003 - KR Reykjavik Champion d'Islande 2003 - Athletic Club Champion d'Espagne 2003-2004 - SK Slavia Prague Champion de République tchèque 2003-2004 - Ter Leede Champion des Pays-Bas 2003-2004 - FC Bobruitchanka Champion de Biélorussie 2003 - AZS Wrocław Champion de Pologne 2003-2004 - VFC Szombathely Champion de Hongrie 2003-2004 - Malmin Palloseura Champion de Finlande 2003 - AE Egina Champion de Grèce 2003-2004 - FFC Zuchwil 05 Vice-champion de Suisse 2003-2004 - ŽFK Mašinac PZP Niš Champion de Serbie-et-Monténégro 2003-2004 - Hibernian Ladies Champion d'Écosse 2003 - SU 1er Décembre Champion du Portugal 2003-2004 - KÍ Klaksvík Champion des Îles Féroé 2003 - FC Codru Anenii Noi Champion de Moldavie 2003-2004 - CFF Clujana Champion de Roumanie 2003-2004 | - Montpellier HSC Champion de France 2003-2004 - FC Energiya Voronej Champion de Russie 2003 - KR Reykjavik Champion d'Islande 2003 - Athletic Club Champion d'Espagne 2003-2004 - SK Slavia Prague Champion de République tchèque 2003-2004 - Ter Leede Champion des Pays-Bas 2003-2004 - FC Bobruitchanka Champion de Biélorussie 2003 - AZS Wrocław Champion de Pologne 2003-2004 - VFC Szombathely Champion de Hongrie 2003-2004 - Malmin Palloseura Champion de Finlande 2003 - AE Egina Champion de Grèce 2003-2004 - FFC Zuchwil 05 Vice-champion de Suisse 2003-2004 - ŽFK Mašinac PZP Niš Champion de Serbie-et-Monténégro 2003-2004 - Hibernian Ladies Champion d'Écosse 2003 - SU 1er Décembre Champion du Portugal 2003-2004 - KÍ Klaksvík Champion des Îles Féroé 2003 - FC Codru Anenii Noi Champion de Moldavie 2003-2004 - CFF Clujana Champion de Roumanie 2003-2004 | - Montpellier HSC Champion de France 2003-2004 - FC Energiya Voronej Champion de Russie 2003 - KR Reykjavik Champion d'Islande 2003 - Athletic Club Champion d'Espagne 2003-2004 - SK Slavia Prague Champion de République tchèque 2003-2004 - Ter Leede Champion des Pays-Bas 2003-2004 - FC Bobruitchanka Champion de Biélorussie 2003 - AZS Wrocław Champion de Pologne 2003-2004 - VFC Szombathely Champion de Hongrie 2003-2004 - Malmin Palloseura Champion de Finlande 2003 - AE Egina Champion de Grèce 2003-2004 - FFC Zuchwil 05 Vice-champion de Suisse 2003-2004 - ŽFK Mašinac PZP Niš Champion de Serbie-et-Monténégro 2003-2004 - Hibernian Ladies Champion d'Écosse 2003 - SU 1er Décembre Champion du Portugal 2003-2004 - KÍ Klaksvík Champion des Îles Féroé 2003 - FC Codru Anenii Noi Champion de Moldavie 2003-2004 - CFF Clujana Champion de Roumanie 2003-2004 | - Montpellier HSC Champion de France 2003-2004 - FC Energiya Voronej Champion de Russie 2003 - KR Reykjavik Champion d'Islande 2003 - Athletic Club Champion d'Espagne 2003-2004 - SK Slavia Prague Champion de République tchèque 2003-2004 - Ter Leede Champion des Pays-Bas 2003-2004 - FC Bobruitchanka Champion de Biélorussie 2003 - AZS Wrocław Champion de Pologne 2003-2004 - VFC Szombathely Champion de Hongrie 2003-2004 - Malmin Palloseura Champion de Finlande 2003 - AE Egina Champion de Grèce 2003-2004 - FFC Zuchwil 05 Vice-champion de Suisse 2003-2004 - ŽFK Mašinac PZP Niš Champion de Serbie-et-Monténégro 2003-2004 - Hibernian Ladies Champion d'Écosse 2003 - SU 1er Décembre Champion du Portugal 2003-2004 - KÍ Klaksvík Champion des Îles Féroé 2003 - FC Codru Anenii Noi Champion de Moldavie 2003-2004 - CFF Clujana Champion de Roumanie 2003-2004 | - Montpellier HSC Champion de France 2003-2004 - FC Energiya Voronej Champion de Russie 2003 - KR Reykjavik Champion d'Islande 2003 - Athletic Club Champion d'Espagne 2003-2004 - SK Slavia Prague Champion de République tchèque 2003-2004 - Ter Leede Champion des Pays-Bas 2003-2004 - FC Bobruitchanka Champion de Biélorussie 2003 - AZS Wrocław Champion de Pologne 2003-2004 - VFC Szombathely Champion de Hongrie 2003-2004 - Malmin Palloseura Champion de Finlande 2003 - AE Egina Champion de Grèce 2003-2004 - FFC Zuchwil 05 Vice-champion de Suisse 2003-2004 - ŽFK Mašinac PZP Niš Champion de Serbie-et-Monténégro 2003-2004 - Hibernian Ladies Champion d'Écosse 2003 - SU 1er Décembre Champion du Portugal 2003-2004 - KÍ Klaksvík Champion des Îles Féroé 2003 - FC Codru Anenii Noi Champion de Moldavie 2003-2004 - CFF Clujana Champion de Roumanie 2003-2004 | - Montpellier HSC Champion de France 2003-2004 - FC Energiya Voronej Champion de Russie 2003 - KR Reykjavik Champion d'Islande 2003 - Athletic Club Champion d'Espagne 2003-2004 - SK Slavia Prague Champion de République tchèque 2003-2004 - Ter Leede Champion des Pays-Bas 2003-2004 - FC Bobruitchanka Champion de Biélorussie 2003 - AZS Wrocław Champion de Pologne 2003-2004 - VFC Szombathely Champion de Hongrie 2003-2004 - Malmin Palloseura Champion de Finlande 2003 - AE Egina Champion de Grèce 2003-2004 - FFC Zuchwil 05 Vice-champion de Suisse 2003-2004 - ŽFK Mašinac PZP Niš Champion de Serbie-et-Monténégro 2003-2004 - Hibernian Ladies Champion d'Écosse 2003 - SU 1er Décembre Champion du Portugal 2003-2004 - KÍ Klaksvík Champion des Îles Féroé 2003 - FC Codru Anenii Noi Champion de Moldavie 2003-2004 - CFF Clujana Champion de Roumanie 2003-2004 | - Montpellier HSC Champion de France 2003-2004 - FC Energiya Voronej Champion de Russie 2003 - KR Reykjavik Champion d'Islande 2003 - Athletic Club Champion d'Espagne 2003-2004 - SK Slavia Prague Champion de République tchèque 2003-2004 - Ter Leede Champion des Pays-Bas 2003-2004 - FC Bobruitchanka Champion de Biélorussie 2003 - AZS Wrocław Champion de Pologne 2003-2004 - VFC Szombathely Champion de Hongrie 2003-2004 - Malmin Palloseura Champion de Finlande 2003 - AE Egina Champion de Grèce 2003-2004 - FFC Zuchwil 05 Vice-champion de Suisse 2003-2004 - ŽFK Mašinac PZP Niš Champion de Serbie-et-Monténégro 2003-2004 - Hibernian Ladies Champion d'Écosse 2003 - SU 1er Décembre Champion du Portugal 2003-2004 - KÍ Klaksvík Champion des Îles Féroé 2003 - FC Codru Anenii Noi Champion de Moldavie 2003-2004 - CFF Clujana Champion de Roumanie 2003-2004 | - UC Dublin AFC Champion d'Irlande 2003-2004 - Crusaders Newtownabbey Strikers Champion d'Irlande du Nord 2003 - Gömrükçü Bakou Champion d'Azerbaïdjan 2003-2004 - Metalist Kharkiv Champion d'Ukraine 2003-2004 - SV Neulengbach Champion d'Autriche 2003-2004 - KFC Rapide Wezemaal Champion de Belgique 2003-2004 - Maccabi Holon FC Champion d'Israël 2003-2004 - ŽNK Dinamo-Maksimir (en) Champion de Croatie 2003-2004 - Cardiff City LFC Champion du pays de Galles 2003-2004 - Pärnu JK Champion d'Estonie 2003 - ŽNK Krka Champion de Slovénie 2003-2004 - PAOK Ledra Champion de Chypre 2003-2004 - ZsNP Žiar nad Hronom Champion de Slovaquie 2003-2004 - ZFK Škiponjat Champion de Macédoine 2003-2004 - ŽNK SFK 2000 Sarajevo Champion de Bosnie-Herzégovine 2003-2004 - Alma KTZH Champion de Kazakhstan 2003 - LP Super Sport Sofia (en) Champion de Bulgarie 2003-2004 - FK Gintra Universitetas Champion de Lituanie 2003 | - UC Dublin AFC Champion d'Irlande 2003-2004 - Crusaders Newtownabbey Strikers Champion d'Irlande du Nord 2003 - Gömrükçü Bakou Champion d'Azerbaïdjan 2003-2004 - Metalist Kharkiv Champion d'Ukraine 2003-2004 - SV Neulengbach Champion d'Autriche 2003-2004 - KFC Rapide Wezemaal Champion de Belgique 2003-2004 - Maccabi Holon FC Champion d'Israël 2003-2004 - ŽNK Dinamo-Maksimir (en) Champion de Croatie 2003-2004 - Cardiff City LFC Champion du pays de Galles 2003-2004 - Pärnu JK Champion d'Estonie 2003 - ŽNK Krka Champion de Slovénie 2003-2004 - PAOK Ledra Champion de Chypre 2003-2004 - ZsNP Žiar nad Hronom Champion de Slovaquie 2003-2004 - ZFK Škiponjat Champion de Macédoine 2003-2004 - ŽNK SFK 2000 Sarajevo Champion de Bosnie-Herzégovine 2003-2004 - Alma KTZH Champion de Kazakhstan 2003 - LP Super Sport Sofia (en) Champion de Bulgarie 2003-2004 - FK Gintra Universitetas Champion de Lituanie 2003 | - UC Dublin AFC Champion d'Irlande 2003-2004 - Crusaders Newtownabbey Strikers Champion d'Irlande du Nord 2003 - Gömrükçü Bakou Champion d'Azerbaïdjan 2003-2004 - Metalist Kharkiv Champion d'Ukraine 2003-2004 - SV Neulengbach Champion d'Autriche 2003-2004 - KFC Rapide Wezemaal Champion de Belgique 2003-2004 - Maccabi Holon FC Champion d'Israël 2003-2004 - ŽNK Dinamo-Maksimir (en) Champion de Croatie 2003-2004 - Cardiff City LFC Champion du pays de Galles 2003-2004 - Pärnu JK Champion d'Estonie 2003 - ŽNK Krka Champion de Slovénie 2003-2004 - PAOK Ledra Champion de Chypre 2003-2004 - ZsNP Žiar nad Hronom Champion de Slovaquie 2003-2004 - ZFK Škiponjat Champion de Macédoine 2003-2004 - ŽNK SFK 2000 Sarajevo Champion de Bosnie-Herzégovine 2003-2004 - Alma KTZH Champion de Kazakhstan 2003 - LP Super Sport Sofia (en) Champion de Bulgarie 2003-2004 - FK Gintra Universitetas Champion de Lituanie 2003 | - UC Dublin AFC Champion d'Irlande 2003-2004 - Crusaders Newtownabbey Strikers Champion d'Irlande du Nord 2003 - Gömrükçü Bakou Champion d'Azerbaïdjan 2003-2004 - Metalist Kharkiv Champion d'Ukraine 2003-2004 - SV Neulengbach Champion d'Autriche 2003-2004 - KFC Rapide Wezemaal Champion de Belgique 2003-2004 - Maccabi Holon FC Champion d'Israël 2003-2004 - ŽNK Dinamo-Maksimir (en) Champion de Croatie 2003-2004 - Cardiff City LFC Champion du pays de Galles 2003-2004 - Pärnu JK Champion d'Estonie 2003 - ŽNK Krka Champion de Slovénie 2003-2004 - PAOK Ledra Champion de Chypre 2003-2004 - ZsNP Žiar nad Hronom Champion de Slovaquie 2003-2004 - ZFK Škiponjat Champion de Macédoine 2003-2004 - ŽNK SFK 2000 Sarajevo Champion de Bosnie-Herzégovine 2003-2004 - Alma KTZH Champion de Kazakhstan 2003 - LP Super Sport Sofia (en) Champion de Bulgarie 2003-2004 - FK Gintra Universitetas Champion de Lituanie 2003 | - UC Dublin AFC Champion d'Irlande 2003-2004 - Crusaders Newtownabbey Strikers Champion d'Irlande du Nord 2003 - Gömrükçü Bakou Champion d'Azerbaïdjan 2003-2004 - Metalist Kharkiv Champion d'Ukraine 2003-2004 - SV Neulengbach Champion d'Autriche 2003-2004 - KFC Rapide Wezemaal Champion de Belgique 2003-2004 - Maccabi Holon FC Champion d'Israël 2003-2004 - ŽNK Dinamo-Maksimir (en) Champion de Croatie 2003-2004 - Cardiff City LFC Champion du pays de Galles 2003-2004 - Pärnu JK Champion d'Estonie 2003 - ŽNK Krka Champion de Slovénie 2003-2004 - PAOK Ledra Champion de Chypre 2003-2004 - ZsNP Žiar nad Hronom Champion de Slovaquie 2003-2004 - ZFK Škiponjat Champion de Macédoine 2003-2004 - ŽNK SFK 2000 Sarajevo Champion de Bosnie-Herzégovine 2003-2004 - Alma KTZH Champion de Kazakhstan 2003 - LP Super Sport Sofia (en) Champion de Bulgarie 2003-2004 - FK Gintra Universitetas Champion de Lituanie 2003 | - UC Dublin AFC Champion d'Irlande 2003-2004 - Crusaders Newtownabbey Strikers Champion d'Irlande du Nord 2003 - Gömrükçü Bakou Champion d'Azerbaïdjan 2003-2004 - Metalist Kharkiv Champion d'Ukraine 2003-2004 - SV Neulengbach Champion d'Autriche 2003-2004 - KFC Rapide Wezemaal Champion de Belgique 2003-2004 - Maccabi Holon FC Champion d'Israël 2003-2004 - ŽNK Dinamo-Maksimir (en) Champion de Croatie 2003-2004 - Cardiff City LFC Champion du pays de Galles 2003-2004 - Pärnu JK Champion d'Estonie 2003 - ŽNK Krka Champion de Slovénie 2003-2004 - PAOK Ledra Champion de Chypre 2003-2004 - ZsNP Žiar nad Hronom Champion de Slovaquie 2003-2004 - ZFK Škiponjat Champion de Macédoine 2003-2004 - ŽNK SFK 2000 Sarajevo Champion de Bosnie-Herzégovine 2003-2004 - Alma KTZH Champion de Kazakhstan 2003 - LP Super Sport Sofia (en) Champion de Bulgarie 2003-2004 - FK Gintra Universitetas Champion de Lituanie 2003 | - UC Dublin AFC Champion d'Irlande 2003-2004 - Crusaders Newtownabbey Strikers Champion d'Irlande du Nord 2003 - Gömrükçü Bakou Champion d'Azerbaïdjan 2003-2004 - Metalist Kharkiv Champion d'Ukraine 2003-2004 - SV Neulengbach Champion d'Autriche 2003-2004 - KFC Rapide Wezemaal Champion de Belgique 2003-2004 - Maccabi Holon FC Champion d'Israël 2003-2004 - ŽNK Dinamo-Maksimir (en) Champion de Croatie 2003-2004 - Cardiff City LFC Champion du pays de Galles 2003-2004 - Pärnu JK Champion d'Estonie 2003 - ŽNK Krka Champion de Slovénie 2003-2004 - PAOK Ledra Champion de Chypre 2003-2004 - ZsNP Žiar nad Hronom Champion de Slovaquie 2003-2004 - ZFK Škiponjat Champion de Macédoine 2003-2004 - ŽNK SFK 2000 Sarajevo Champion de Bosnie-Herzégovine 2003-2004 - Alma KTZH Champion de Kazakhstan 2003 - LP Super Sport Sofia (en) Champion de Bulgarie 2003-2004 - FK Gintra Universitetas Champion de Lituanie 2003 | - UC Dublin AFC Champion d'Irlande 2003-2004 - Crusaders Newtownabbey Strikers Champion d'Irlande du Nord 2003 - Gömrükçü Bakou Champion d'Azerbaïdjan 2003-2004 - Metalist Kharkiv Champion d'Ukraine 2003-2004 - SV Neulengbach Champion d'Autriche 2003-2004 - KFC Rapide Wezemaal Champion de Belgique 2003-2004 - Maccabi Holon FC Champion d'Israël 2003-2004 - ŽNK Dinamo-Maksimir (en) Champion de Croatie 2003-2004 - Cardiff City LFC Champion du pays de Galles 2003-2004 - Pärnu JK Champion d'Estonie 2003 - ŽNK Krka Champion de Slovénie 2003-2004 - PAOK Ledra Champion de Chypre 2003-2004 - ZsNP Žiar nad Hronom Champion de Slovaquie 2003-2004 - ZFK Škiponjat Champion de Macédoine 2003-2004 - ŽNK SFK 2000 Sarajevo Champion de Bosnie-Herzégovine 2003-2004 - Alma KTZH Champion de Kazakhstan 2003 - LP Super Sport Sofia (en) Champion de Bulgarie 2003-2004 - FK Gintra Universitetas Champion de Lituanie 2003 |

## Calendrier
| Nom                              | Date aller                       | Date retour                      | Équipes participantes            | Équipes restantes                |                                  |
| Première phase de groupes (2004) | Première phase de groupes (2004) | Première phase de groupes (2004) | Première phase de groupes (2004) | Première phase de groupes (2004) | Première phase de groupes (2004) |
| -------------------------------- | -------------------------------- | -------------------------------- | -------------------------------- | -------------------------------- | -------------------------------- |
| Première phase de groupes        | du 20 au 24 juillet              | du 20 au 24 juillet              | 36                               | 16                               |                                  |
| Deuxième phase de groupes (2004) |                                  |                                  |                                  |                                  |                                  |
| Deuxième phase de groupes        | du 14 au 18 septembre            | du 14 au 18 septembre            | 16                               | 8                                |                                  |
| Phase finale (2004-2005)         |                                  |                                  |                                  |                                  |                                  |
| Quarts de finale                 | 23-27 octobre                    | 31 octobre-6 novembre            | 8                                | 4                                |                                  |
| Demi-finale                      | 7-9 avril                        | 15-16 avril                      | 4                                | 2                                |                                  |
| Finale                           | 15 mai                           | 21 mai                           | 2                                | 1                                |                                  |

## Première phase de groupes

### Groupe A
Les matchs se déroulent à Žiar nad Hronom en Slovaquie.
| Rang | Équipe                    | Pts | J | G | N | P | Bp | Bc | Diff |
| ---- | ------------------------- | --- | - | - | - | - | -- | -- | ---- |
| 1    | Alma KTZH                 | 9   | 3 | 3 | 0 | 0 | 11 | 2  | +9   |
| 2    | SK Slavia Prague          | 6   | 3 | 2 | 0 | 1 | 8  | 2  | +6   |
| 3    | LP Super Sport Sofia (en) | 1   | 3 | 0 | 1 | 2 | 3  | 10 | -7   |
| 4    | ZsNP Žiar nad Hronom      | 1   | 3 | 0 | 1 | 2 | 2  | 10 | -8   |

| Résultats (▼dom., ►ext.)  |  |     |     |     |
| Alma KTZH                 |  | 4-0 | 2-1 | 5-1 |
| ZsNP Žiar nad Hronom      |  |     | 0-4 | 2-2 |
| SK Slavia Prague          |  |     |     | 3-0 |
| LP Super Sport Sofia (en) |  |     |     |     |

### Groupe B
Les matchs se déroulent à Šiauliai en Lituanie.
| Rang | Équipe                  | Pts | J | G | N | P | Bp | Bc | Diff |
| ---- | ----------------------- | --- | - | - | - | - | -- | -- | ---- |
| 1    | FC Energiya Voronej     | 9   | 3 | 3 | 0 | 0 | 27 | 0  | +27  |
| 2    | Gömrükçü Bakou          | 6   | 3 | 2 | 0 | 1 | 16 | 4  | +12  |
| 3    | FK Gintra Universitetas | 3   | 3 | 1 | 0 | 2 | 1  | 14 | -13  |
| 4    | ZFK Škiponjat           | 0   | 3 | 0 | 0 | 3 | 1  | 27 | -26  |

| Résultats (▼dom., ►ext.) |  |     |      |      |
| Gömrükçü Bakou           |  | 3-0 | 13-1 | 0-3  |
| FK Gintra Universitetas  |  |     | 1-0  | 0-11 |
| ZFK Škiponjat            |  |     |      | 0-13 |
| FC Energiya Voronej      |  |     |      |      |

### Groupe C
Les matchs se déroulent à Babrouïsk en Biélorussie.
| Rang | Équipe           | Pts | J | G | N | P | Bp | Bc | Diff |
| ---- | ---------------- | --- | - | - | - | - | -- | -- | ---- |
| 1    | FC Bobruitchanka | 9   | 3 | 3 | 0 | 0 | 7  | 2  | +5   |
| 2    | Codru Chişinău   | 4   | 3 | 1 | 1 | 1 | 6  | 4  | +2   |
| 3    | VFC Szombathely  | 4   | 3 | 1 | 1 | 1 | 6  | 4  | +2   |
| 4    | Pärnu JK         | 0   | 3 | 0 | 0 | 3 | 2  | 11 | -9   |

| Résultats (▼dom., ►ext.) |  |     |     |     |
| FC Bobruitchanka         |  | 2-0 | 2-1 | 3-1 |
| Codru Chişinău           |  |     | 5-1 | 1-1 |
| Pärnu JK                 |  |     |     | 0-4 |
| VFC Szombathely          |  |     |     |     |

### Groupe D
Les matchs se déroulent à Krško en Slovénie.
| Rang | Équipe            | Pts | J | G | N | P | Bp | Bc | Diff |
| ---- | ----------------- | --- | - | - | - | - | -- | -- | ---- |
| 1    | ŽNK Krka          | 6   | 3 | 2 | 0 | 1 | 4  | 4  | 0    |
| 2    | KR Reykjavik      | 6   | 3 | 2 | 0 | 1 | 5  | 3  | +2   |
| 3    | Ter Leede         | 4   | 3 | 1 | 1 | 1 | 3  | 2  | +1   |
| 4    | Malmin Palloseura | 1   | 3 | 0 | 1 | 2 | 3  | 6  | -3   |

| Résultats (▼dom., ►ext.) |  |     |     |     |
| KR Reykjavik             |  | 3-1 | 1-2 | 1-0 |
| Malmin Palloseura        |  |     | 1-2 | 1-1 |
| ŽNK Krka                 |  |     |     | 0-2 |
| Ter Leede                |  |     |     |     |

### Groupe E
Les matchs se déroulent à Wezemaal en Belgique.
| Rang | Équipe                   | Pts | J | G | N | P | Bp | Bc | Diff |
| ---- | ------------------------ | --- | - | - | - | - | -- | -- | ---- |
| 1    | ŽFK Mašinac PZP Niš      | 9   | 3 | 3 | 0 | 0 | 10 | 2  | +8   |
| 2    | Hibernian Ladies         | 6   | 3 | 2 | 0 | 1 | 9  | 6  | +3   |
| 3    | KFC Rapide Wezemaal      | 3   | 3 | 1 | 0 | 2 | 5  | 7  | -2   |
| 4    | ŽNK Dinamo-Maksimir (en) | 0   | 3 | 0 | 0 | 3 | 0  | 9  | -9   |

| Résultats (▼dom., ►ext.) |  |     |     |     |
| Hibernian Ladies         |  | 5-0 | 1-4 | 3-2 |
| ŽNK Dinamo-Maksimir (en) |  |     | 0-2 | 0-2 |
| ŽFK Mašinac PZP Niš      |  |     |     | 4-1 |
| KFC Rapide Wezemaal      |  |     |     |     |

### Groupe F
Les matchs se déroulent à Wrocław en Pologne.
| Rang | Équipe           | Pts | J | G | N | P | Bp | Bc | Diff |
| ---- | ---------------- | --- | - | - | - | - | -- | -- | ---- |
| 1    | AZS Wrocław      | 9   | 3 | 3 | 0 | 0 | 9  | 2  | +7   |
| 2    | Metalist Kharkiv | 6   | 3 | 2 | 0 | 1 | 10 | 4  | +6   |
| 3    | KÍ Klaksvík      | 3   | 3 | 1 | 0 | 2 | 6  | 7  | -1   |
| 4    | Cardiff City LFC | 0   | 3 | 0 | 0 | 3 | 2  | 14 | -12  |

| Résultats (▼dom., ►ext.) |  |     |     |     |
| Cardiff City LFC         |  | 1-8 | 0-4 | 1-2 |
| Metalist Kharkiv         |  |     | 2-1 | 0-2 |
| KÍ Klaksvík              |  |     |     | 1-5 |
| AZS Wrocław              |  |     |     |     |

### Groupe G
Les matchs se déroulent à Cluj en Roumanie.
| Rang | Équipe           | Pts | J | G | N | P | Bp | Bc | Diff |
| ---- | ---------------- | --- | - | - | - | - | -- | -- | ---- |
| 1    | Athletic Club    | 7   | 3 | 2 | 1 | 0 | 16 | 4  | +12  |
| 2    | CFF Clujana      | 4   | 3 | 1 | 1 | 1 | 3  | 5  | -2   |
| 3    | Maccabi Holon FC | 3   | 3 | 0 | 3 | 0 | 3  | 3  | 0    |
| 4    | CS Newtownabbey  | 1   | 3 | 0 | 1 | 2 | 5  | 15 | -10  |

| Résultats (▼dom., ►ext.) |  |     |     |      |
| Athletic Club            |  | 5-0 | 1-1 | 10-3 |
| CFF Clujana              |  |     | 0-0 | 3-0  |
| Maccabi Holon FC         |  |     |     | 2-2  |
| CS Newtownabbey          |  |     |     |      |

### Groupe H
Les matchs se déroulent à Sarajevo en Bosnie-Herzégovine.
| Rang | Équipe                | Pts | J | G | N | P | Bp | Bc | Diff |
| ---- | --------------------- | --- | - | - | - | - | -- | -- | ---- |
| 1    | AE Egina              | 9   | 3 | 3 | 0 | 0 | 10 | 0  | +10  |
| 2    | FFC Zuchwil 05        | 6   | 3 | 2 | 0 | 1 | 17 | 2  | +15  |
| 3    | ŽNK SFK 2000 Sarajevo | 3   | 3 | 1 | 0 | 2 | 5  | 6  | -1   |
| 4    | PAOK Ledra            | 0   | 3 | 0 | 0 | 3 | 1  | 25 | -24  |

| Résultats (▼dom., ►ext.) |  |     |     |      |
| AE Egina                 |  | 7-0 | 2-0 | 1-0  |
| PAOK Ledra               |  |     | 0-5 | 1-13 |
| ŽNK SFK 2000 Sarajevo    |  |     |     | 0-4  |
| FFC Zuchwil 05           |  |     |     |      |

### Groupe I
Les matchs se déroulent à Vendargues en France.
| Rang | Équipe          | Pts | J | G | N | P | Bp | Bc | Diff |
| ---- | --------------- | --- | - | - | - | - | -- | -- | ---- |
| 1    | Montpellier HSC | 9   | 3 | 3 | 0 | 0 | 13 | 0  | +13  |
| 2    | SV Neulengbach  | 6   | 3 | 2 | 0 | 1 | 7  | 10 | -3   |
| 3    | SU 1er Décembre | 1   | 3 | 0 | 1 | 2 | 2  | 5  | -3   |
| 4    | UC Dublin AFC   | 1   | 3 | 0 | 1 | 2 | 3  | 10 | -7   |

| Résultats (▼dom., ►ext.) |  |     |     |     |
| SU 1er Décembre          |  | 1-1 | 0-1 | 1-3 |
| UC Dublin AFC            |  |     | 0-5 | 2-4 |
| Montpellier HSC          |  |     |     | 7-0 |
| SV Neulengbach           |  |     |     |     |

## Deuxième phase de groupes

### Groupe A
Les matchs se déroulent à Niš en Serbie-et-Monténégro.
| Rang | Équipe              | Pts | J | G | N | P | Bp | Bc | Diff |
| ---- | ------------------- | --- | - | - | - | - | -- | -- | ---- |
| 1    | Umeå IK             | 9   | 3 | 3 | 0 | 0 | 20 | 2  | +18  |
| 2    | FC Bobruitchanka    | 4   | 3 | 1 | 1 | 1 | 5  | 5  | 0    |
| 3    | ŽFK Mašinac PZP Niš | 4   | 3 | 1 | 1 | 1 | 2  | 8  | -6   |
| 4    | ŽNK Krka            | 0   | 3 | 0 | 0 | 3 | 1  | 13 | -12  |

| Résultats (▼dom., ►ext.) |  |     |     |     |
| FC Bobruitchanka         |  | 0-0 | 4-0 | 1-5 |
| ŽFK Mašinac PZP Niš      |  |     | 2-0 | 0-8 |
| ŽNK Krka                 |  |     |     | 1-7 |
| Umeå IK                  |  |     |     |     |

### Groupe B
Les matchs se déroulent à Stockholm en Suède.
| Rang | Équipe            | Pts | J | G | N | P | Bp | Bc | Diff |
| ---- | ----------------- | --- | - | - | - | - | -- | -- | ---- |
| 1    | Arsenal LFC       | 7   | 3 | 2 | 1 | 0 | 10 | 3  | +7   |
| 2    | Djurgården/Älvsjö | 6   | 3 | 2 | 0 | 1 | 8  | 3  | +5   |
| 3    | Athletic Club     | 4   | 3 | 1 | 1 | 1 | 9  | 6  | +3   |
| 4    | AE Egina          | 0   | 3 | 0 | 0 | 3 | 2  | 17 | -15  |

| Résultats (▼dom., ►ext.) |  |     |     |     |
| AE Egina                 |  | 1-7 | 1-5 | 0-5 |
| Arsenal LFC              |  |     | 2-2 | 1-0 |
| Athletic Club            |  |     |     | 2-3 |
| Djurgården/Älvsjö        |  |     |     |     |

### Groupe C
Les matchs se déroulent à Potsdam en Allemagne.
| Rang | Équipe              | Pts | J | G | N | P | Bp | Bc | Diff |
| ---- | ------------------- | --- | - | - | - | - | -- | -- | ---- |
| 1    | FFC Turbine Potsdam | 9   | 3 | 3 | 0 | 0 | 17 | 6  | +11  |
| 2    | Torres CF           | 6   | 3 | 2 | 0 | 1 | 12 | 8  | +4   |
| 3    | AZS Wrocław         | 3   | 3 | 1 | 0 | 2 | 3  | 9  | -6   |
| 4    | Montpellier HSC     | 0   | 3 | 0 | 0 | 3 | 1  | 10 | -9   |

| Résultats (▼dom., ►ext.) |  |     |     |     |
| Montpellier HSC          |  | 0-6 | 1-2 | 0-2 |
| FFC Turbine Potsdam      |  |     | 7-5 | 4-1 |
| Torres CF                |  |     |     | 5-0 |
| AZS Wrocław              |  |     |     |     |

### Groupe D
Les matchs se déroulent à Copenhague en Danemark.
| Rang | Équipe              | Pts | J | G | N | P | Bp | Bc | Diff |
| ---- | ------------------- | --- | - | - | - | - | -- | -- | ---- |
| 1    | SK Trondheims-Ørn   | 7   | 3 | 2 | 1 | 0 | 6  | 1  | +5   |
| 2    | FC Energiya Voronej | 5   | 3 | 1 | 2 | 0 | 6  | 3  | +3   |
| 3    | Brøndby IF          | 4   | 3 | 1 | 1 | 1 | 3  | 3  | 0    |
| 4    | Alma KTZH           | 0   | 3 | 0 | 0 | 3 | 1  | 9  | -8   |

| Résultats (▼dom., ►ext.) |  |     |     |     |
| Alma KTZH                |  | 0-2 | 0-3 | 1-4 |
| Brøndby IF               |  |     | 0-2 | 1-1 |
| SK Trondheims-Ørn        |  |     |     | 1-1 |
| FC Energiya Voronej      |  |     |     |     |

## Phase finale

### Tableau
|  | Quarts de finale              | Quarts de finale      | Quarts de finale      | Quarts de finale      |                     |                     | Demi-finales       | Demi-finales       | Demi-finales       | Demi-finales       |  |  | Finale            | Finale            | Finale            | Finale            |
|  |                               |                       |                       |                       |                     |                     |                    |                    |                    |                    |  |  |                   |                   |                   |                   |
|  | 27 et 31 octobre 2004         | 27 et 31 octobre 2004 | 27 et 31 octobre 2004 | 27 et 31 octobre 2004 |                     |                     | 7 et 15 avril 2005 | 7 et 15 avril 2005 | 7 et 15 avril 2005 | 7 et 15 avril 2005 |  |  | 15 et 21 mai 2005 | 15 et 21 mai 2005 | 15 et 21 mai 2005 | 15 et 21 mai 2005 |
|  | 27 et 31 octobre 2004         | 27 et 31 octobre 2004 | 27 et 31 octobre 2004 | 27 et 31 octobre 2004 |                     |                     | 7 et 15 avril 2005 | 7 et 15 avril 2005 | 7 et 15 avril 2005 | 7 et 15 avril 2005 |  |  | 15 et 21 mai 2005 | 15 et 21 mai 2005 | 15 et 21 mai 2005 | 15 et 21 mai 2005 |
|  | 2e Gr. B                      | Djurgården/Älvsjö     | 2                     | 1                     |                     |                     | 7 et 15 avril 2005 | 7 et 15 avril 2005 | 7 et 15 avril 2005 | 7 et 15 avril 2005 |  |  | 15 et 21 mai 2005 | 15 et 21 mai 2005 | 15 et 21 mai 2005 | 15 et 21 mai 2005 |
|  | 2e Gr. B                      | Djurgården/Älvsjö     | 2                     | 1                     |                     |                     | 7 et 15 avril 2005 | 7 et 15 avril 2005 | 7 et 15 avril 2005 | 7 et 15 avril 2005 |  |  | 15 et 21 mai 2005 | 15 et 21 mai 2005 | 15 et 21 mai 2005 | 15 et 21 mai 2005 |
|  | 1er Gr. A                     | Umeå IK               | 1                     | 0                     |                     |                     | 7 et 15 avril 2005 | 7 et 15 avril 2005 | 7 et 15 avril 2005 | 7 et 15 avril 2005 |  |  | 15 et 21 mai 2005 | 15 et 21 mai 2005 | 15 et 21 mai 2005 | 15 et 21 mai 2005 |
|  | 1er Gr. A                     | Umeå IK               | 1                     | 0                     | Djurgården/Älvsjö   | Djurgården/Älvsjö   | 1                  | 1                  |                    |                    |  |  | 15 et 21 mai 2005 | 15 et 21 mai 2005 | 15 et 21 mai 2005 | 15 et 21 mai 2005 |
|  | 23 et 31 octobre 2004         |                       |                       |                       | Djurgården/Älvsjö   | Djurgården/Älvsjö   | 1                  | 1                  |                    |                    |  |  | 15 et 21 mai 2005 | 15 et 21 mai 2005 | 15 et 21 mai 2005 | 15 et 21 mai 2005 |
|  |                               |                       | Arsenal LFC           | Arsenal LFC           | 1                   | 0                   |                    |                    |                    |                    |  |  | 15 et 21 mai 2005 | 15 et 21 mai 2005 | 15 et 21 mai 2005 | 15 et 21 mai 2005 |
|  | 2e Gr. C                      | Torres CF             | Arsenal LFC           | Arsenal LFC           | 1                   | 0                   | 2                  | 1                  |                    |                    |  |  | 15 et 21 mai 2005 | 15 et 21 mai 2005 | 15 et 21 mai 2005 | 15 et 21 mai 2005 |
|  | 2e Gr. C                      | Torres CF             | 9 et 16 avril 2005    |                       |                     |                     | 2                  | 1                  |                    |                    |  |  | 15 et 21 mai 2005 | 15 et 21 mai 2005 | 15 et 21 mai 2005 | 15 et 21 mai 2005 |
|  | 1er Gr. B                     | Arsenal LFC           | 0                     | 4                     |                     |                     |                    |                    |                    |                    |  |  | 15 et 21 mai 2005 | 15 et 21 mai 2005 | 15 et 21 mai 2005 | 15 et 21 mai 2005 |
|  | 1er Gr. B                     | Arsenal LFC           | 0                     | 4                     | Djurgården/Älvsjö   | Djurgården/Älvsjö   | 0                  | 1                  |                    |                    |  |  |                   |                   |                   |                   |
|  | 24 et 31 octobre 2004         |                       |                       |                       | Djurgården/Älvsjö   | Djurgården/Älvsjö   | 0                  | 1                  |                    |                    |  |  |                   |                   |                   |                   |
|  |                               |                       | FFC Turbine Potsdam   | FFC Turbine Potsdam   | 2                   | 3                   |                    |                    |                    |                    |  |  |                   |                   |                   |                   |
|  | 2e Gr. D                      | FC Energiya Voronej   | FFC Turbine Potsdam   | FFC Turbine Potsdam   | 2                   | 3                   | 1                  | 1                  |                    |                    |  |  |                   |                   |                   |                   |
|  | 2e Gr. D                      | FC Energiya Voronej   |                       |                       |                     |                     |                    |                    |                    |                    |  |  |                   |                   |                   |                   |
|  | 1er Gr. C                     | FFC Turbine Potsdam   | 1                     | 4                     |                     |                     |                    |                    |                    |                    |  |  |                   |                   |                   |                   |
|  | 1er Gr. C                     | FFC Turbine Potsdam   | 1                     | 4                     | FFC Turbine Potsdam | FFC Turbine Potsdam | 4                  | 3                  |                    |                    |  |  |                   |                   |                   |                   |
|  | 27 octobre et 6 novembre 2004 |                       |                       |                       | FFC Turbine Potsdam | FFC Turbine Potsdam | 4                  | 3                  |                    |                    |  |  |                   |                   |                   |                   |
|  |                               |                       | SK Trondheims-Ørn     | SK Trondheims-Ørn     | 0                   | 1                   |                    |                    |                    |                    |  |  |                   |                   |                   |                   |
|  | 2e Gr. A                      | FC Bobruitchanka      | SK Trondheims-Ørn     | SK Trondheims-Ørn     | 0                   | 1                   | 0                  | 1                  |                    |                    |  |  |                   |                   |                   |                   |
|  | 2e Gr. A                      | FC Bobruitchanka      |                       |                       |                     |                     |                    | 1                  |                    |                    |  |  |                   |                   |                   |                   |
|  | 1er Gr. D                     | SK Trondheims-Ørn     | 4                     | 2                     |                     |                     |                    |                    |                    |                    |  |  |                   |                   |                   |                   |
|  | 1er Gr. D                     | SK Trondheims-Ørn     | 4                     | 2                     |                     |                     |                    |                    |                    |                    |  |  |                   |                   |                   |                   |
|  |                               |                       |                       |                       |                     |                     |                    |                    |                    |                    |  |  |                   |                   |                   |                   |

### Quarts de finale
| Pays | Club                | Aller | Retour | Club                | Pays |
| ---- | ------------------- | ----- | ------ | ------------------- | ---- |
|      | Djurgården/Älvsjö   | 2-1   | 1-0    | Umeå IK             |      |
|      | Torres CF           | 2-0   | 1-4    | Arsenal LFC         |      |
|      | FC Energiya Voronej | 1-1   | 1-4    | FFC Turbine Potsdam |      |
|      | FC Bobruitchanka    | 0-4   | 1-2    | SK Trondheims-Ørn   |      |

### Demi-finales
| Pays | Club                | Aller | Retour | Club              | Pays |
| ---- | ------------------- | ----- | ------ | ----------------- | ---- |
|      | Djurgården/Älvsjö   | 1-1   | 1-0    | Arsenal LFC       |      |
|      | FFC Turbine Potsdam | 4-0   | 3-1    | SK Trondheims-Ørn |      |

### Finale
| Match aller              | Djurgården/Älvsjö | 0 – 2 | FFC Turbine Potsdam                 | Stade olympique de Stockholm, Stockholm      |                                              |
| 5 mai 2005 13 h 00 (CET) |                   |       | Conny Pohlers 34e · Anja Mittag 53e | Spectateurs : 1 382 Arbitrage : Anna De Toni | Spectateurs : 1 382 Arbitrage : Anna De Toni |
| 5 mai 2005 13 h 00 (CET) | Rapport           |       |                                     | Spectateurs : 1 382 Arbitrage : Anna De Toni | Spectateurs : 1 382 Arbitrage : Anna De Toni |

| G               | 8  | Maja Åström       |   |     |
| D               | 2  | Helén Fagerström  |   |     |
| D               | 3  | Jane Törnqvist    |   |     |
| D               | 9  | Kristin Bengtsson |   |     |
| M               | 4  | Elin Ekblom       |   |     |
| M               | 5  | Sara Thunebro     |   |     |
| M               | 7  | Malin Nykvist     |   |     |
| M               | 13 | Anna Hall         |   |     |
| M               | 19 | Ann-Marie Norlin  | 0 | 76e |
| A               | 11 | Linda Fagerström  |   |     |
| A               | 60 | Venus James       |   |     |
| Remplaçantes :  |    |                   |   |     |
| A               | 17 | Marijke Callebaut |   | 76e |
| Entraîneur :    |    |                   |   |     |
| Mikael Söderman |    |                   |   |     |

| G              | 25 | Nadine Angerer  |   |     |
| D              | 3  | Sonja Fuss      | 0 | 68e |
| D              | 8  | Inken Becher    |   | 88e |
| D              | 17 | Ariane Hingst   |   |     |
| M              | 4  | Britta Carlson  |   |     |
| M              | 6  | Navina Omilade  |   |     |
| M              | 14 | Jennifer Zietz  |   |     |
| M              | 18 | Viola Odebrecht |   |     |
| A              | 9  | Conny Pohlers   |   |     |
| A              | 20 | Petra Wimbersky |   | 82e |
| A              | 31 | Anja Mittag     |   |     |
| Remplaçantes : |    |                 |   |     |
| A              | 22 | Karolin Thomas  |   | 68e |
| M              | 19 | Cristiane       |   | 82e |
| Entraîneur :   |    |                 |   |     |
| Bernd Schröder |    |                 |   |     |

| Match retour              | FFC Turbine Potsdam                                       | 3 – 1 | Djurgården/Älvsjö     | Karl-Liebknecht-Stadion, Potsdam          |                                           |
| 21 mai 2005 13 h 00 (CET) | Petra Wimbersky 2e · Conny Pohlers 9e · Conny Pohlers 16e |       | Kristin Bengtsson 10e | Spectateurs : 8 677 Arbitrage : Lale Orta | Spectateurs : 8 677 Arbitrage : Lale Orta |
| 21 mai 2005 13 h 00 (CET) | Rapport                                                   |       |                       | Spectateurs : 8 677 Arbitrage : Lale Orta | Spectateurs : 8 677 Arbitrage : Lale Orta |

| G              | 25 | Nadine Angerer  |   |     |
| D              | 3  | Sonja Fuss      |   |     |
| D              | 8  | Inken Becher    |   |     |
| D              | 17 | Ariane Hingst   |   |     |
| M              | 4  | Britta Carlson  |   |     |
| M              | 6  | Navina Omilade  |   |     |
| M              | 14 | Jennifer Zietz  |   |     |
| M              | 18 | Viola Odebrecht |   |     |
| A              | 9  | Conny Pohlers   |   | 74e |
| A              | 20 | Petra Wimbersky | 0 | 79e |
| A              | 31 | Anja Mittag     |   |     |
| Remplaçantes : |    |                 |   |     |
| M              | 19 | Cristiane       |   | 74e |
| A              | 22 | Karolin Thomas  |   | 79e |
| Entraîneur :   |    |                 |   |     |
| Bernd Schröder |    |                 |   |     |

| G               | 8  | Maja Åström       |   |     |
| D               | 2  | Helén Fagerström  | 0 | 46e |
| D               | 3  | Jane Törnqvist    |   |     |
| D               | 9  | Kristin Bengtsson |   |     |
| M               | 4  | Elin Ekblom       |   |     |
| M               | 5  | Sara Thunebro     |   | 46e |
| M               | 7  | Malin Nykvist     |   |     |
| M               | 19 | Ann-Marie Norlin  |   |     |
| A               | 11 | Linda Fagerström  |   |     |
| A               | 16 | Victoria Svensson |   |     |
| A               | 60 | Venus James       |   |     |
| Remplaçantes :  |    |                   |   |     |
| D               | 18 | Jenny Curtsdotter |   | 46e |
| M               | 23 | Linda Lekander    |   | 46e |
| Entraîneur :    |    |                   |   |     |
| Mikael Söderman |    |                   |   |     |

| Champion d'Europe 2005            |
| --------------------------------- |
| Drapeau de l'Allemagne            |
| FFC Turbine Potsdam Premier Titre |

## Statistiques
| Rang | Joueuse               | Équipe              | Buts |
| ---- | --------------------- | ------------------- | ---- |
| 1    | Conny Pohlers         | FFC Turbine Potsdam | 14   |
| 2    | Erika Vazquez Morales | Athletic Club       | 6    |
| 2    | Petra Wimbersky       | FFC Turbine Potsdam | 6    |
| 2    | Marta Otrebska        | AZS Wrocław         | 6    |
| 5    | 6 joueuses            | 6 joueuses          | 5    |